# Лугинцы
Лугинцы (бел. Лугінцы) — упразднённый посёлок в Даниловичском сельсовете Ветковского района Гомельской области Беларуси.
В результате катастрофы на Чернобыльской АЭС и радиационного загрязнения жители переселены в чистые места.

## География

### Расположение
В 19 км на северо-запад от Ветки, 20 км от Гомеля, 14 км от железнодорожной станции Костюковка (на линии Жлобин — Гомель).

## Транспортная сеть
Транспортные связи по просёлочной, затем автомобильной дороге Даниловичи — Ветка. Планировка состоит из короткой, почти прямолинейной улицы, застроенной деревянными домами усадебного типа.

## Этимология
Название Лугинцы могло быть образовано от коллективного прозвания лугинцы в вероятном значении «живущие в луговой местности».
В ойкониме Лугинцы также могла быть отображена через промежуточное коллективное прозвание лугинцы фамилия Лугинец, относившаяся к основателям первоначальной деревни.

## История
По письменным источникам известен со второй половины XIX века как деревня Лугинцы.
В начале XX века – фольварк Лугинцы в составе Поколюбичской волости Гомельского уезда Могилёвской губернии, принадлежавший наследникам дворянина С. П. Войнич-Сеноженского.
В 1866 году хозяин одноименного поместья имел здесь 1691 десятин земли, которые достались ему по наследству. С 1872 года работала винокурня.
В 1926 году – посёлок Ново-Лугинцы в Замостьевском сельсовете Гомельского района Гомельского округа, изменённое название которого показывало отличие посёлка от прежнего фольварка.
В 1930 году созданный колхоз «1 Мая». Во время Великой Отечественной войны 5 жителей погибли на фронте. В 1959 году в составе колхоза имени И. С. Лебедева (центр — деревня Даниловичи).
С 29 ноября 2005 года исключён из данных по учёту административно-территориальных и территориальных единиц.

## Население

### Численность
- 1990-е — жители переселены.

### Динамика
- 1926 год — 24 двора, 109 жителей.
- 1959 год — 110 жителей (согласно переписи).
- 1990-е — жители переселены.